# Segunda División de España 1999-2000
La temporada 1999–2000 de la Segunda División de España de fútbol corresponde a la 69.ª edición del campeonato y se disputó entre el 21 de agosto de 1999 y el 4 de junio de 2000.
El campeón de Segunda División fue la UD Las Palmas.

## Sistema de competición
La Segunda División de España 1999/2000 fue organizada por la Liga de Fútbol Profesional (LFP).
El campeonato contó con la participación de 22 clubes y se disputó siguiendo un sistema de liga, de modo que todos los equipos se enfrentaron entre sí, todos contra todos en dos ocasiones -una en campo propio y otra en campo contrario- sumando un total de 42 jornadas. El orden de los encuentros se decidió por sorteo antes de empezar la competición.
Los tres primeros clasificados ascendieron directamente a Primera División, y los cuatro últimos clasificados descendieron directamente a Segunda División B.

## Clubes participantes
| Datos de ascensos y descensos con respecto a la temporada anterior |
| --- |
| CF Extremadura, Villarreal CF, CD Tenerife y UD Salamanca descienden de Primera División. Málaga CF, CD Numancia, Sevilla FC y Rayo Vallecano ascienden a Primera División. RCD Mallorca "B", FC Barcelona "B", Hércules CF y CD Ourense descienden a Segunda División B. Córdoba CF, Elche CF, Getafe CF y Levante UD ascienden a Segunda División. |

| Equipo                         | Ciudad                     | Estadio                   |
| ------------------------------ | -------------------------- | ------------------------- |
| Albacete Balompié              | Albacete                   | Carlos Belmonte           |
| Club Atlético de Madrid "B"    | Madrid                     | Cerro del Espino          |
| Club Deportivo Badajoz         | Badajoz                    | Nuevo Vivero              |
| Sociedad Deportiva Compostela  | Santiago de Compostela     | San Lázaro                |
| Córdoba Club de Fútbol         | Córdoba                    | Nuevo Arcángel            |
| Sociedad Deportiva Eibar       | Éibar                      | Ipurúa                    |
| Elche Club de Fútbol           | Elche                      | Manuel Martínez Valero    |
| Club de Fútbol Extremadura     | Almendralejo               | Francisco de la Hera      |
| Getafe Club de Fútbol          | Getafe                     | Alfonso Pérez             |
| Unión Deportiva Las Palmas     | Las Palmas de Gran Canaria | Insular                   |
| Club Deportivo Leganés         | Leganés                    | Butarque                  |
| Levante Unión Deportiva        | Valencia                   | Ciudad de Valencia        |
| Unió Esportiva Lleida          | Lérida                     | Camp d'Esports            |
| Club Deportivo Logroñés        | Logroño                    | Las Gaunas                |
| Club Polideportivo Mérida      | Mérida                     | Romano José Fouto         |
| Club Atlético Osasuna          | Pamplona                   | El Sadar                  |
| Real Club Recreativo de Huelva | Huelva                     | Colombino                 |
| Unión Deportiva Salamanca      | Salamanca                  | Helmántico                |
| Real Sporting de Gijón         | Gijón                      | El Molinón                |
| Club Deportivo Tenerife        | Santa Cruz de Tenerife     | Heliodoro Rodríguez López |
| Club Deportivo Toledo          | Toledo                     | Salto del Caballo         |
| Villarreal Club de Fútbol      | Villarreal                 | El Madrigal               |

## Clasificación
| Pos. | Equipo                     | Pts. | PJ | G  | E  | P  | GF | GC | Dif. | Clasificación                 |
| ---- | -------------------------- | ---- | -- | -- | -- | -- | -- | -- | ---- | ----------------------------- |
| 1    | U. D. Las Palmas (C, A)    | 72   | 42 | 20 | 12 | 10 | 60 | 41 | +19  | Ascenso a Primera División    |
| 2    | C. A. Osasuna (A)          | 67   | 42 | 20 | 7  | 15 | 50 | 36 | +14  | Ascenso a Primera División    |
| 3    | Villarreal C. F. (A)       | 66   | 42 | 18 | 12 | 12 | 61 | 46 | +15  | Ascenso a Primera División    |
| 4    | U. D. Salamanca            | 66   | 42 | 18 | 12 | 12 | 54 | 43 | +11  |                               |
| 5    | U. E. Lleida               | 63   | 42 | 18 | 9  | 15 | 66 | 52 | +14  |                               |
| 6    | C. P. Mérida (D)           | 63   | 42 | 16 | 15 | 11 | 41 | 34 | +7   | Descenso a Segunda División B |
| 7    | Levante U. D.              | 61   | 42 | 16 | 13 | 13 | 55 | 52 | +3   |                               |
| 8    | C. F. Extremadura          | 61   | 42 | 16 | 13 | 13 | 49 | 47 | +2   |                               |
| 9    | Sporting de Gijón          | 60   | 42 | 17 | 9  | 16 | 54 | 48 | +6   |                               |
| 10   | Albacete Balompié          | 59   | 42 | 15 | 14 | 13 | 51 | 53 | −2   |                               |
| 11   | S. D. Eibar                | 57   | 42 | 14 | 15 | 13 | 48 | 49 | −1   |                               |
| 12   | Córdoba C. F.              | 57   | 42 | 15 | 12 | 15 | 46 | 49 | −3   |                               |
| 13   | C. D. Leganés              | 56   | 42 | 14 | 14 | 14 | 39 | 47 | −8   |                               |
| 14   | C. D. Tenerife             | 55   | 42 | 14 | 13 | 15 | 50 | 48 | +2   |                               |
| 15   | Elche C. F.                | 53   | 42 | 12 | 17 | 13 | 48 | 58 | −10  |                               |
| 16   | C. D. Badajoz              | 51   | 42 | 9  | 24 | 9  | 38 | 39 | −1   |                               |
| 17   | Atlético de Madrid "B" (D) | 50   | 42 | 13 | 11 | 18 | 43 | 57 | −14  | Descenso a Segunda División B |
| 18   | S. D. Compostela           | 49   | 42 | 10 | 19 | 13 | 50 | 53 | −3   |                               |
| 19   | Getafe C. F.               | 48   | 42 | 13 | 9  | 20 | 39 | 51 | −12  |                               |
| 20   | C. D. Logroñés (D)         | 46   | 42 | 11 | 13 | 18 | 52 | 56 | −4   | Descenso a Segunda División B |
| 21   | R. C. Recreativo de Huelva | 45   | 42 | 12 | 9  | 21 | 40 | 54 | −14  |                               |
| 22   | C. D. Toledo (D)           | 40   | 42 | 10 | 10 | 22 | 34 | 55 | −21  | Descenso a Segunda División B |

 Fuente: BDFútbol
Criterios de clasificación: Puntos · Enfrentamientos directos · Diferencia de goles · Goles a favor · Play-off
Notas:
1. ↑  El Club Polideportivo Mérida fue descendido a Segunda División B por impago a sus jugadores, posteriormente desaparecería y sería sustituido en Tercera División por su filial, el Mérida Unión Deportiva. Su plaza fue otorgada al Real Club Recreativo de Huelva que había sido el segundo mejor clasificado de los que habían descendido.
2. ↑  El Atlético de Madrid "B" se vio obligado a descender a Segunda División B por descender de Primera División el Club Atlético de Madrid, del que era filial. La plaza del Atlético de Madrid "B" fue otorgada al Getafe Club de Fútbol que había sido el mejor clasificado de los que habían descendido.
3. ↑  El Club Deportivo Logroñés, que había descendido a Segunda División B, fue descendido a Tercera División por impago a sus jugadores.

## Resultados
| Local \ Visitante          | ALB | ATM | BAD | COM | COR | EIB | ELC | EXT | GET | LAS | LEG | LEV | LLE | LOG | MER | OSA | REC | SAL | SPO | TEN | TOL | VIL |
| -------------------------- | --- | --- | --- | --- | --- | --- | --- | --- | --- | --- | --- | --- | --- | --- | --- | --- | --- | --- | --- | --- | --- | --- |
| Albacete Balompié          | —   | 1–0 | 0–1 | 2–2 | 1–0 | 3–1 | 1–1 | 3–1 | 0–1 | 1–1 | 0–0 | 2–0 | 2–2 | 2–2 | 0–2 | 2–1 | 1–1 | 1–0 | 1–2 | 1–0 | 2–1 | 0–2 |
| Atlético de Madrid "B"     | 0–1 | —   | 0–0 | 1–3 | 0–0 | 2–0 | 3–0 | 4–2 | 1–2 | 0–0 | 4–3 | 2–4 | 1–2 | 0–1 | 0–0 | 1–1 | 1–0 | 2–1 | 0–1 | 2–1 | 2–1 | 1–4 |
| C. D. Badajoz              | 1–2 | 1–1 | —   | 2–2 | 0–0 | 0–1 | 1–1 | 2–0 | 2–1 | 0–2 | 1–1 | 1–1 | 0–0 | 2–1 | 0–3 | 0–1 | 0–0 | 2–2 | 2–1 | 0–2 | 1–1 | 1–1 |
| S. D. Compostela           | 1–1 | 1–1 | 1–2 | —   | 0–2 | 4–1 | 1–1 | 2–0 | 3–2 | 0–2 | 0–0 | 4–1 | 1–2 | 1–0 | 1–2 | 1–2 | 3–0 | 2–2 | 1–1 | 2–1 | 0–0 | 1–1 |
| Córdoba C. F.              | 3–2 | 3–0 | 0–4 | 1–0 | —   | 1–1 | 2–1 | 2–1 | 0–1 | 1–2 | 2–1 | 1–1 | 1–4 | 1–0 | 3–0 | 2–1 | 2–1 | 0–0 | 0–1 | 2–1 | 0–2 | 2–4 |
| S. D. Eibar                | 0–1 | 2–0 | 0–0 | 0–0 | 1–1 | —   | 1–1 | 0–1 | 1–0 | 4–1 | 0–0 | 4–2 | 2–0 | 2–5 | 0–0 | 4–1 | 0–0 | 1–0 | 1–1 | 0–1 | 2–1 | 2–1 |
| Elche C. F.                | 1–1 | 1–1 | 0–0 | 1–1 | 2–1 | 2–0 | —   | 1–1 | 1–1 | 0–3 | 1–1 | 1–1 | 1–3 | 2–1 | 2–1 | 1–3 | 3–1 | 2–2 | 2–1 | 1–3 | 1–0 | 1–0 |
| C. F. Extremadura          | 3–0 | 1–0 | 2–2 | 3–1 | 0–0 | 3–0 | 1–1 | —   | 1–0 | 2–1 | 2–0 | 1–1 | 1–1 | 3–1 | 0–0 | 1–0 | 1–0 | 1–0 | 2–2 | 0–0 | 1–2 | 4–1 |
| Getafe C. F.               | 1–1 | 2–0 | 0–2 | 4–1 | 0–1 | 1–1 | 1–2 | 1–2 | —   | 2–1 | 0–1 | 0–1 | 2–1 | 2–2 | 1–0 | 0–0 | 1–0 | 1–3 | 1–0 | 2–2 | 2–0 | 0–2 |
| U. D. Las Palmas           | 2–1 | 1–1 | 0–0 | 2–1 | 1–1 | 1–1 | 4–1 | 0–1 | 2–0 | —   | 7–1 | 2–1 | 1–0 | 1–0 | 2–0 | 0–2 | 1–2 | 0–2 | 1–1 | 2–0 | 0–0 | 2–1 |
| C. D. Leganés              | 1–0 | 0–1 | 1–0 | 3–1 | 1–1 | 3–1 | 0–0 | 0–0 | 0–0 | 0–0 | —   | 2–0 | 1–0 | 0–0 | 1–1 | 0–1 | 2–0 | 1–2 | 2–1 | 0–4 | 1–2 | 1–0 |
| Levante U. D.              | 2–0 | 3–0 | 1–1 | 0–0 | 3–0 | 0–0 | 2–1 | 1–1 | 2–0 | 1–1 | 5–2 | —   | 3–0 | 1–0 | 3–1 | 2–1 | 2–0 | 2–3 | 0–2 | 2–1 | 1–0 | 0–0 |
| U. E. Lleida               | 2–2 | 3–0 | 2–2 | 3–1 | 1–0 | 1–1 | 5–2 | 2–3 | 3–0 | 4–1 | 2–0 | 2–0 | —   | 1–0 | 0–0 | 1–0 | 0–1 | 1–2 | 4–1 | 1–2 | 1–0 | 2–2 |
| C. D. Logroñés             | 4–1 | 1–1 | 2–0 | 3–1 | 2–2 | 0–1 | 2–2 | 1–1 | 1–0 | 1–1 | 0–1 | 3–3 | 1–0 | —   | 1–2 | 3–1 | 0–3 |     | 2–3 | 0–0 | 2–1 | 1–0 |
| C. P. Mérida               | 1–1 | 0–1 | 0–0 | 0–1 | 0–0 | 3–1 | 1–1 | 1–0 | 1–0 | 3–0 | 0–4 | 1–0 | 0–0 | 2–2 | —   | 2–0 | 2–0 | 1–2 | 1–0 | 2–0 | 1–1 | 1–1 |
| C. A. Osasuna              | 0–1 | 1–0 | 0–0 | 2–2 | 0–2 | 2–0 | 0–1 | 2–0 | 0–1 | 1–0 | 1–2 | 2–0 | 3–1 | 2–0 | 0–0 | —   | 2–1 | 1–0 | 1–0 | 5–0 | 3–0 | 3–1 |
| R. C. Recreativo de Huelva | 3–3 | 1–2 | 2–2 | 0–0 | 1–0 | 0–1 | 1–2 | 1–1 | 2–4 | 0–2 | 1–0 | 1–0 | 4–0 | 1–1 | 0–3 | 0–1 | —   | 0–1 | 0–1 | 2–0 | 3–0 | 0–4 |
| U. D. Salamanca            | 2–1 | 1–2 | 2–2 | 0–0 | 4–1 | 2–1 | 2–1 | 2–1 | 1–1 | 0–2 | 0–1 | 3–0 | 2–1 | 3–0 | 0–0 | 1–0 | 0–1 | —   | 3–2 | 3–0 | 0–0 | 0–2 |
| Sporting de Gijón          | 1–2 | 3–1 | 0–0 | 1–1 | 1–0 | 1–1 | 0–2 | 1–0 | 1–0 | 1–2 | 3–0 | 4–0 | 2–1 | 1–4 | 1–2 | 1–1 | 3–1 | 2–0 | —   | 2–0 | 0–1 | 1–2 |
| C. D. Tenerife             | 2–2 | 2–1 | 0–1 | 0–0 | 1–1 | 1–1 | 1–0 | 3–0 | 4–0 | 1–2 | 0–0 | 1–1 | 2–1 | 2–1 | 0–1 | 1–1 | 1–2 | 1–1 | 2–1 | —   | 3–0 | 3–1 |
| C. D. Toledo               | 0–2 | 1–1 | 2–0 | 0–1 | 0–3 | 1–2 | 2–0 | 2–0 | 0–0 | 1–3 | 1–1 | 0–1 | 0–3 | 2–1 | 3–0 | 0–1 | 0–2 | 3–0 | 0–0 | 1–1 | —   | 1–3 |
| Villarreal C. F.           | 2–0 | 1–2 | 0–0 | 1–1 | 2–1 | 1–5 | 1–0 | 3–0 | 2–1 | 1–1 | 2–0 | 1–1 | 2–3 | 1–0 | 1–0 | 1–0 | 1–1 | 0–0 | 1–2 | 0–0 | 4–1 | —   |

## Trofeo Pichichi
Trofeo que otorga el Diario Marca al máximo goleador de la Segunda División.
| #  | Jugador   | Equipo                 | Goles |
| -- | --------- | ---------------------- | ----- |
| 1º | Salillas  | Levante UD             | 20    |
| 2º | Barata    | CD Tenerife            | 17    |
|    | Moisés    | Villarreal CF          | 17    |
| 4º | Changui   | SD Compostela          | 15    |
|    | Josemi    | UE Lleida              | 15    |
| 6º | Eloy      | UD Las Palmas          | 13    |
|    | Javi Peña | UE Lleida              | 13    |
| 8º | Chéryshev | Real Sporting de Gijón | 13    |

## Otros premios

### Trofeo Zamora
Nuno, guardameta del CP Mérida, consiguió el trofeo al portero menos goleado encajando 31 goles en 41 partido (0,75). Para optar al premio fue necesario disputar 60 minutos en, como mínimo, 28 partidos.

### Trofeo Guruceta
Premio otorgado por el Diario Marca al mejor árbitro del torneo.
 Amilburu Santamaría

## Resumen
Campeón de Segunda División:
| - Unión Deportiva Las Palmas |

Ascienden a Primera División:
| - Unión Deportiva Las Palmas | - Club Atlético Osasuna | - Villarreal Club de Fútbol |

Descienden a Segunda División B: 
| - Club Atlético de Madrid "B" | - Club Deportivo Toledo |

Desciende a Tercera División: 
| - Club Deportivo Logroñés |

Desciende y desaparece: 
| - Club Polideportivo Mérida |